# 2×2 néha 5
A 2x2 néha 5 1955-ben bemutatott színes magyar zenés vígjáték, Révész György rendezésében, Zenthe Ferenc, Ferrari Violetta, Kállai Ferenc, Makláry Zoltán, Gyurkovics Zsuzsa, Szabó Sándor és Kazal László főszereplésével.

## A film történelmi háttere
A Rákosi-korszak által meghirdetett békeharc a fiatalok ideológiai nevelésén túl igyekezett a fizikai állóképesség és alkalmasság növelését a sport támogatásával is megvalósítani – az edzett fiatalok háborús körülmények között is jobban teljesítettek volna az "imperializmus" elleni harcban. Ennek szervezeti megvalósulási formája a Munkára, harcra kész  mozgalom, majd a Magyar Honvédelmi Szövetség. A fiatalok sportos nevelését szolgálta az akkor leghatásosabb média: a mozi. Ilyen elvek alapján készült a Civil a pályán, majd a 2x2 néha öt című film. A sportolók persze nem az ideológiával törődtek, hanem az így számukra megnyíló sportlehetőséggel. Ezért ebben a filmben is több a sport, mint az ideológia.
A második világháború után nyilvánvaló volt a repülés hadászati fontossága, ezt szolgálták a vitorlázó repülőterek. A film legtöbb felvétele a budapesti Hármashatárhegyi repülőtéren készült, önmagában is sporttörténeti jelentőségű. A film elején a Ferihegy 1. látható, a film végén, a cselekmény középpontját jelentő Sárgarigó a dunakeszi repülőtérről emelkedik fel.

### Cselekmény
|  | Alább a cselekmény részletei következnek! |

Kerekes András, aranykoszorús sportrepülő pilóta a Műszaki Egyetem elsőéves hallgatója (és a Műegyetemi repülőklub sportolója). A repülőtérről barátaival kollokviumra indul az egyetemre. Az ajtón csak annyi áll: »dr. Tóth«, A terembe belépve csupán egy nő látható háttal, az írógépnél. Amikor megfordul, András megdöbbenve veszi észre, hogy ez a fiatal nő a matematika tanára. Az első tétel nem megy – nem tanult a diák...  Tóth Panna, az egyébként fiatal és csinos tanársegéd felkínál számára egy másik tételt, de az még kevésbé megy. A "diák" tehát megbukik. Beírják a leckekönyvébe az elégtelent. Innen származik a film egyik központi problémája: kiszámítható-e minden, és minden hiba kizárásával.
Néhány nap múlva a repülőnapon a résztvevők között kisorsolnak egy sétarepülést. Ennek nyertese épp Tóth Panna, aki még sohasem ült repülőgépen. Andrásnak sétarepülésre kell vinnie őt. András bemutat repülés közben néhány ijesztő kunsztot, amitől a lány rosszul lesz, és ki akar szállni. Ezzel megzavarja a repülést, és kényszerleszállást okoz – egy fára. Leugrás közben eszméletét veszti, ez ad lehetőséget Andrásnak, hogy közelről meglássa a lány arcát és beleszeressen (színes filmen újdonság volt még nálunk a premier plán).
A fáról való megmenekülés és az időközben megérkező vihar elöli menekülés közben a fiatalok közt szerelem bontakozik ki. Andrásnak legnagyobb terve, hogy augusztus 20-án (ez akkor az alkotmány ünnepe volt, más néven az Új kenyér ünnepe) egy maga által épített vitorlásrepülővel átrepülje a Magas-Tátrát. A gépet a Repülőgépgyár megbízásából András tervezte. A gyárigazgató megbízza Pannát a számítások ellenőrzésével. Panna azonban hibásnak találja András repülőgép-tervét, emiatt ellentét alakul ki a fiatalok között.
Mivel Panna mindenképpen segíteni akar Andrásnak, ezért elhatározza, hogy ő is megtanul repülni. András azonban ezt sem veszi jó néven.
Az András által tervezett új repülőgép, a Sárgarigó elkészül ugyan határidőre, de tervezési hibákkal. A laboratóriumi tesztek a szárny törését mutatják, miközben a gép már felszállt, ülésében a tervezőjével. Megpróbálják rádión és rakétával is értesíteni Andrást, hogy azonnal szálljon le, de már későn. A szárny egy merész manőver közben leválik, és a pilótának ejtőernyővel kell menekülnie a Duna közepére való leszállással. Úszva menekül. Ám megpillantja a parton álló társai közt Pannát, akivel haragban vannak. Visszafordul, és csak azért is a Duna túlsó partjára úszik ki.
A sikertelenség elkedvetleníti Andrást. Sőt, tériszonya keletkezik, fel akarja adni a pályáját. Ezalatt viszont Panna közreműködésével újratervezik a repülőgépet, s így a rekordkísérlet mégiscsak megvalósíthatóvá válik. András végül beleegyezik, hogy oktatójával kettesben hajtsák végre az ünnepi repülést. Ekkor egy csel következtében Panna ül az oktatói ülésbe hatalmas védőszemüvegben, felismerhetetlenül. András csak akkor veszi észre a cselt, amikor már a levegőben vannak. Megzavarodik, bosszankodik, talán emiatt is rövid időre visszatér a tériszonya, de Panna ráveszi az út folytatására: úgy tesz, mintha kidobta volna az oktatói második botkormányt, és azt mondja: "a kettőnk élete most a te kezedben van". András erőt vesz magán, és folytatja a repülést.
A Tátra hegyei között felhők közé kerülnek, a vizuális tájékozódás lehetetlenné válik, a repülőgép jegesedni kezd. Csehszlovák és lengyel pilóták segítik ki őket a felhők közül. Ekkor derül ki: a kísérlet sikerült. A siker hatására feloldódik a szerelmesek közti ellentét. A Tátra átrepülésének bejelentése után bekapcsolva felejtik a rádiót; így a földi irányítószemélyzet végig tudja hallgatni a szerelmesek egymás közti beszélgetését – zenei aláfestéssel, hiszen operettfilmről van szó: "Túl szép, amit te mondsz ahhoz, hogy így igaz legyen".
A VÉGE feliratot repülőgépek alakzat-repülése jeleníti meg.
|  | Itt a vége a cselekmény részletezésének! |

### A repülésről
A filmben jól dokumentálva láthatjuk a vitorlázó repülés módszereit. Kis lejtésű repülőtereken a repülőklub tagjai a vállukra véve a vontatókötelet futva húzzák fel az épp soron következő társuk gépét. Ennek óriási közösségteremtő hatása van. Nehezebb körülmények között villanymotoros csörlő húzza fel a repülőgépet. A kísérleti repülőgép (a Sárgarigó) indításánál a harmadik – mostanában is használatos – módszert látjuk: motoros repülőgép gyorsítja és emeli fel a vitorlázógépet a magasba. A filmen jól látjuk, amint András kioldja a vontatókötelet.
A vitorlázó repülőgép hajtóművel nem rendelkezik, ezért útja során folyamatosan veszít a magasságából. A levegőben tartását csak az teszi lehetővé, hogy a légkör állandó mozgásban van. Egyes helyeken süllyed, máshol emelkedik. Ezeket az emelkedő légtömegeket nevezik termiknek (neve a termikus feláramlás kifejezésből származik). A gyakorlott pilóták a fénytörésből és a felhők képződéséből idejében észlelik ezeket a helyeket, és arrafelé kormányozzák a gépüket. Ezzel magyarázható a film főszereplőjének magabiztossága, hiszen ebben ő már előzőleg sikeresnek bizonyult, mindenféle matematikai tudás nélkül is. Szerencsés időjárási körülmények között még az olyan magas hegyek mellett is ki lehet fogni ilyen termiket, mint a Magas-Tátra. Sajnálatos módon azonban, ha egy meleg légtömeg ilyen magasságig emelkedik, az alacsony környezeti hőmérséklet miatt megindul a nedvesség kicsapódása, létrejön a köd, majd a jég. A csúcskísérlet sikerül ugyan, de nincs mese: a gép megindul lefelé.
A Magas Tátra szintjén kevés a levegő oxigéntartalma. Az oxigénhiányos állapotot csak gyakorlott pilóták képesek elviselni, de 3000 méter felett általában ők is légzőkészüléket használnak.

## Szereplők
- Zenthe Ferenc (énekhangja: Vámosi János) – Kerekes András, sportrepülő pilóta, műegyetemi hallgató
- Ferrari Violetta (énekhangja: Vass Éva) – Tóth Panna, tanársegéd
- Kállai Ferenc – Lohrák Lajoska
- Makláry Zoltán – egyetemi tanár a műegyetemen
- Gyurkovics Zsuzsa – Piri
- Szabó Sándor – Bálint Mihály
- Kazal László – Pufi, hangármester
- Holl István – Kapitány Gyuszi
- Horkai János – Karcsi, sofőr
- Kiss Manyi – Kerekesné, András édesanyja
- Solti Bertalan – Kerekes Márton, András édesapja
- Kovács Károly – Gábori János, igazgató
- Dékány László – Zoli
- Mednyánszky Ági – Évi
- Peti Sándor – egyetemi tanár a műegyetemen
- Szepesi György – önmaga
- Záray Márta – önmaga
- Károlyi Béla – Józef Potocki a lengyel pilóta, aki a Sárgarigó felkutatására indul a Magas-Tátrába
- Pándy Lajos – csehszlovák pilóta
- Suka Sándor – rádiós
- Komlós Vilmos – útjavító
- Kádár Flóra – Lidike, vizsgázó a műegyetemen
- Misoga László – az egyik néző a repülőnapon, aki fogad (és végül veszít), hogy a repülősök nem kapják el az összes léggömböt

További szereplők: Benedek Tibor, Dömsödi János, Farkas Antal, Hadics László, Magyari Tibor, Mátrai György, Nagy István, Surányi Imre, Szoboszlai Sándor, Vass Irma, Vándor József, valamint a Magyar Repülő Szövetség pilótái

## Filmzene
Fényes Szabolcs – Szenes Iván:
- Kétszer kettő néha öt ISWC: T-007.000.582-1 (több előadóval)
- Túl szép, amit te mondsz (Vámosi János és Vass Éva; Ferrari Violetta szoprán hangja helyett) ISWC: T-007.001.092-2
- Ne tétovázz, komám ISWC: T-007.177.682-3 (Kazal László)
- Mint a szélvész száll repülőnk

A Túl szép című dalt tánc közben Ferrari Violetta énekli, a zenés szórakozóhelyen Záray Márta. A film zárójelenetében Zenthe Ferenc és Ferrari Violetta helyett Vámosi János és Vass Éva énekelnek duettet (playback).

## Érdekességek
- A filmet még Bán Frigyes kezdte rendezni Vass Éva főszereplésével, de aztán feltehetőleg politikai okból leváltották, és Révész György folytatta a rendezést. A női főszerepet Ferrari Violetta kapta meg, Vass Éva pedig az ő énekhangja lett.[1]
- A Gyurkovics Zsuzsa által alakított Piri szerepét eredetileg Géczy Dorottyának szánták, de a színésznő megbetegedett, így Gyurkovics Zsuzsának kellett beugrania helyette.

## Digitalizálás
A filmet 2011-ben a Magyar Nemzeti Digitális Archívum és Filmintézet digitálisan felújította.